# アクマリ・イクラモフ

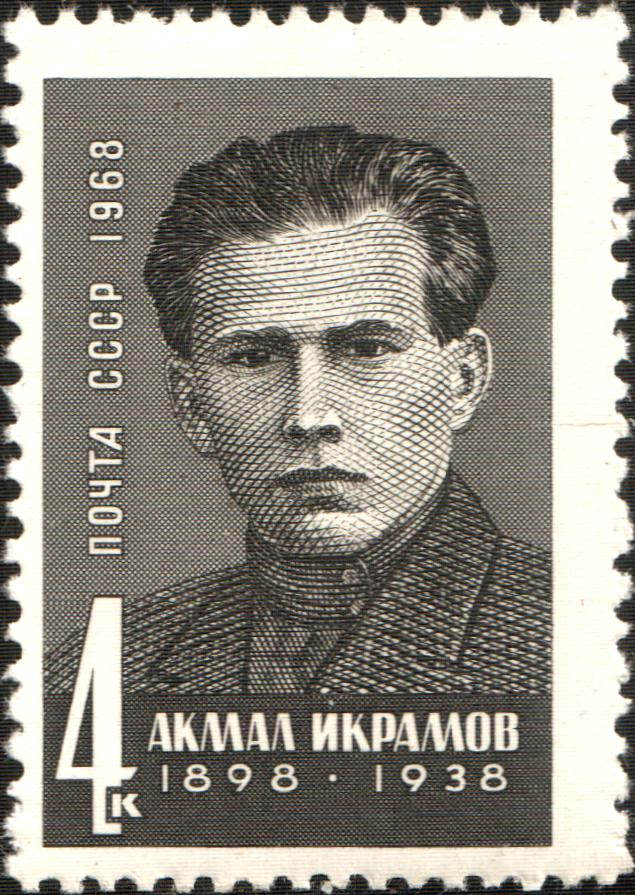

アクマリ・イクラモヴィチ・イクラモフ（ロシア語: Акмаль Икрамович Икрамов、ウズベク語: Акмал Икромович Икромов、1898年 - 1938年3月15日）は、ウズベク・ソビエト社会主義共和国の政治家、ソ連共産党員。中央アジア方面の地方幹部として昇進するも大粛清によって失脚、処刑された。
タシュケント市出身。商家の丁稚、タシュケントの建設現場の労務者として働く。タシュケント教員課程で学ぶ。
- 1918年～1920年 - 共産党に入党。国民教育課ナマンガン課学校の教師、監察官
- 1920年4月 - トルキスタン共産党ナマンガン市委員会ムスリム局議長、農村業務課主任、フェルガナ州委員会副議長、シルダリヤ州委員会書記
- 1921年4月 - トルキスタン共産党中央委員会課主任、書記
- 1922年～1924年 - Ya・M・スヴェルドロフ名称共産大学で学ぶ。
- 1924年10月 - ウズベキスタン共産党中央委員会創設組織局員
- 1925年2月 - ウズベキスタン共産党中央委員会第二責任書記
- 1929年12月～1937年 - ウズベキスタン共産党中央委員会第一書記

1937年2月、党中央委員会幹部会「ブハーリン－ルイコフ事件」委員会委員。同年9月20日、逮捕。1938年3月5日、反ソ行動、トロツキー派、反革命民族組織への加入等を「自白」。同年3月13日、死刑判決を言い渡され、3月15日、銃殺。
1957年、名誉回復。

## パーソナル
1931年から全連邦共産党（ボリシェヴィキ党）中央委員会中央アジア局書記。1925年12月、党中央委員会委員候補。
全ロシア中央執行委員会委員。1925年5月からソ連中央執行委員会幹部会議員候補。
レーニン勲章を受章。